# Clara Colosimo
Clara Colosimo (23 de maio de 1922 – 15 de junho de 1994) foi uma atriz de cinema italiano. Ela apareceu em 65 filmes entre 1968 e 1991.

## Filmografia selecionada
- Alfredo, Alfredo (1972)
- La pupa del gangster (1975)
- Il mostro (1977)
- Prova d'orchestra (1978)
- Café Express (1980)
- A Dama das Camélias (1981)
- Eccezzziunale... veramente (1982) (italiano)
- Il ragazzo di campagna (1984)